# Carlos Garcés Córdoba
Carlos Garcés Córdoba (Cali, 1925 - Cali, 8 de diciembre de 1993) fue un ingeniero, empresario, político y diplomático colombiano, miembro del Partido Conservador Colombiano. Garcés fue alcalde de Cali durante la transición del régimen militar y el gobierno civil en Colombia, entre 1957 y 1958.